# Круглик (Донецкая область)
Круглик (укр. Круглик) — село на Украине, находится в Шахтёрском районе Донецкой области. Под контролем самопровозглашённой Донецкой Народной Республики.

## География
К северу и востоку от населённого пункта проходит граница между Донецкой и Луганской областями.

#### Соседние населённые пункты по странам света
С: Миус (Луганская область)
СЗ: Чернухино (Луганская область)
СВ: Городище (Луганская область)
З: Редкодуб (Артёмовского района), Редкодуб (Шахтёрского района)
В: Фащевка (Перевальский район Луганской области)
ЮЗ: Никишино, Каменка
ЮВ: Фащевка (Антрацитовский район Луганской области)
Ю: Весёлое, Тимофеевка

## Население
Население по переписи 2001 года составляло 21 человека.

## Общие сведения
Код КОАТУУ — 1425285604. Почтовый индекс — 86220. Телефонный код — 6255.

## Адрес местного совета
86220, Донецкая область, Шахтёрский р-н, с. Никишино, ул. Колхозная, д. 1